# 杜伊利奥·达维诺
杜伊利奥·达维诺（西班牙語：Duilio Davino，1976年3月21日—），墨西哥男子足球运动员，司职后卫。他曾代表墨西哥国家队参加1998年国际足联世界杯，结果队伍止步十六强赛。